# Bachhrawan
Bachhrawan is een nagar panchayat (plaats) in het district Raebareli van de Indiase staat Uttar Pradesh.

## Demografie
Volgens de Indiase volkstelling van 2001 wonen er 11.879 mensen in Bachhrawan, waarvan 52% mannelijk en 48% vrouwelijk is. De plaats heeft een alfabetiseringsgraad van 67%.